# Andrea Zanzotto
Andrea Zanzotto (* 10. Oktober 1921 in Pieve di Soligo; † 18. Oktober 2011 in Conegliano) war ein italienischer Dichter.

## Leben
Zanzottos Kindheit war geprägt von der häufigen Abwesenheit seines Vaters, eines Miniaturen- und Landschaftsmalers, der den Sozialistenführer Giacomo Matteotti unterstützt hatte. Nach dessen Ermordung angeklagt und bei der Arbeitssuche behindert, verbrachte er mehrere Jahre in Frankreich. Zanzotto, Ältester von fünf Geschwistern, wobei er eine Schwester mit 8, eine mit 16 Jahren verlor, wuchs im engen Kontakt mit seiner Großmutter auf, die ihm die alte Sprache seiner Heimat, eines Dorfes im Veneto beibrachte. Der Vater betätigte sich nach seiner Rückkehr weiter politisch gegen den Faschismus, so dass die Lage der Familie prekär blieb.
Während seines Literaturstudiums in Padua befasste sich Zanzotto mit französischer und deutscher Dichtung, lernte Griechisch und Hebräisch, gleichzeitig unterrichtete er als Aushilfslehrer in Orten der heimischen Umgebung. 1942 promovierte er mit einer Arbeit über Grazia Deledda und veröffentlichte erste Gedichte und Erzählungen. Zunächst wegen seines Asthmas vom Militärdienst befreit, wurde er 1943 doch noch zum nichtaktiven Dienst einberufen. Nach dem Waffenstillstand im Herbst schlug er sich in sein Dorf durch, das sich hinter der von den Faschisten gehaltenen Linie befand, und schloss sich einer Widerstandsgruppe an, in der er mit der Abfassung von Flugblättern und Propagandaschriften betraut wurde. Sein Dorf wurde von den Faschisten besetzt, er versteckte sich mit seiner Gruppe im Hinterland, wurde schließlich gefasst und leistete Arbeitsdienst bis zur Befreiung.
Da er nach dem Krieg in seiner Heimat zunächst als Lehrer abgelehnt wurde, emigrierte er in die Schweiz, wo er sich im Kanton Waadt mit Schulunterricht, aber auch als Kellner und Barkeeper durchschlug. Er knüpfte Kontakte zu Dichtern wie Eugenio Montale und Giuseppe Ungaretti. Währenddessen wurde sein Vater Bürgermeister von Pieve de Soligo, Zanzotto kehrte zurück und nahm in Vittorio Veneto eine Lehrerstelle für Italienisch, Geschichte und Alte Sprachen an. Er blieb Lehrer bis 1975, 1959 heiratete er und wurde Vater von zwei Söhnen. Wiederkehrende Angstzustände veranlassten ihn zu mehreren psychoanalytischen Behandlungen und weckten sein Interesse an psychoanalytischer Theorie, vor allem derjenigen Jacques Lacans.
Neben seiner lyrischen Produktion übersetzte er zahlreiche Autoren aus dem Französischen, für Fellini arbeitete er als Drehbuchautor. 1987 wurde er mit einem Antonio-Feltrinelli-Preis und 1993 mit dem Preis der Stadt Münster für Europäische Poesie ausgezeichnet.

## Dichtung
Zanzotto war sein Leben lang ein streitbarer Autor, der sich z. B. gegen ideologische Vereinnahmungen der Dichtung wandte. Dichtung sollte für ihn die Totalität des menschlichen Daseins – in der Gesellschaft und in der Natur – ausdrücken und sich dabei zugleich ihrer Methoden bewusst sein.
In seinem ersten Gedichtband, Dietro il paesaggio („Hinter der Landschaft“) von 1951, beschwor er die Landschaft seiner Kindheit, die grüner Schoß und blutiges Grab zugleich ist. Die Glückszustände des Ichs verweisen doch auf den mit „Schnee“ und „Schweigen“ assoziierten Tod als Fluchtpunkt.
In den folgenden Bänden thematisierte er zunehmend das Problem der Sprache, die „absolut“ und „verderblich“ ist, die den Zugang zum Sein versperrt, aber eine autonome Schöpfung ermöglicht. Zanzotto begegnet dem mit vielfältigen, teils paradoxen und widersprüchlichen Gestaltungen, elegische Erhebungen wechseln mit Blicken auf das Nichts, die Liebe zur Natur mit Gedanken an Selbstzerstörung. In den 1960er Jahren baute er zunehmend ironische und parodistische Elemente ein, griff zur Wissenschafts- und zur Umgangssprache.
Schließlich folgte in dem aufsehenerregenden La Beltà („Pracht“) von 1968 die spielerische, stammelnde Zertrümmerung der Sprache, mit Kindersprache und Nonsenseffekten, ohne dass jedoch der Bezug zu einer außersprachlichen Realität ganz aufgegeben wird.
Seine späteren Werke behalten den spielerischen, experimentellen Gestus bei, sind aber durch ihre Orientierung an konkreten Themen und Motiven oft wieder leichter zugänglich. Sie artikulieren komplexe literarische Zusammenhänge, wobei Zanzotto die ihm vorliegenden Traditionen infrage stellt, dabei aber auch immer wieder erneuert.

## Werke
- Lichtbrechung, Ausgewählte Gedichte Italienisch-Deutsch, ausgewählt und übersetzt von Donatella Capaldi, Ludwig Paulmichl, Peter Waterhouse, Wien, Graz: Droschl 1987
- Lorna, Kleinod der Hügel – Lorna, gemma delle colline, herausgegeben und übersetzt von Helga Böhmer und Gio Batta Bucciol, Tübingen: Narr 1990 (Italienische Bibliothek 4)
- Werkedition Planet Beltà, übersetzt von Donatella Capaldi, Maria Fehringer, Ludwig Paulmichl und Peter Waterhouse, Basel, Bozen, Weil am Rhein, Wien: Urs Engeler Editor und Folio Verlag: 
  - La Beltà / Pracht, Gedichte Italienisch-Deutsch, 2001 (Band 1)
  - Gli Sguardi i Fatti e Senhal / Signale Senhal, Gedichte Italienisch-Deutsch, 2002 (Band 2)
  - Auf der Hochebene und andere Orte, Erzählungen, 2004 (Band 3)
  - Die Welt ist eine andere. Poetik, 2010, übersetzt von Karin Fleischanderl (Band 4)
  - Dorfspiel, mit Beiträgen von Donatella Capaldi und Peter Waterhouse, 2013.